# (5011) Птах
(5011) Птах (лат. Ptah) — околоземный астероид из группы аполлонов, который характеризуется вытянутой орбитой, из-за чего, в процессе своего движения вокруг Солнца, он пересекает не только орбиту Земли, но и орбиту Марса. Астероид был открыт 24 сентября 1960 года датскими астрономами К. Й. ван Хаутеном, Ингрид ван Хаутен-Груневельд и Томом Герельсом в Паломарской обсерватории и назван в честь Птаха, древнеегипетского бога-Творца, создателя Вселенной и покровителя ремесленников. Диаметр астероида - около 1,8 км.
- Орбита астероида Птах и его положение в Солнечной системе

За последние три столетия с 1900 по 2100 годы астероид будет 15 раз сближаться с Землёй до расстояния менее 30 млн км. Ближайшее такое сближение состоялось 21 января 2007 года (29,6 млн км), а следующее случится в 2027 году (28,6 млн км).